# A budapesti Erzsébet körút épületeinek listája
Az alábbi lista a budapesti Nagykörút Erzsébet körúti részének épületeit tartalmazza.

## Számozási rendszere
A Nagykörút teljes hossza a Margit hídtól a Petőfi hídig 4141 méter. Számozásának iránya, a páros-páratlan oldalak váltakoznak. Egyes részeinek hossza és számozása az alábbi módon alakul:
- Szent István körút: 553 m, Jászai Mari tér – Nyugati tér:
1–29. (Balassi B. u. > Bajcsy-Zs. út), 2–30. (Pozsonyi u. > Váci út.)
- Teréz körút: 1054 m, Nyugati tér – Király u.:
57–1. (Nyugati pu. < Andrássy út), 62–2. (Jókai u. < Andrássy út)
- Erzsébet körút: 764 m, Király u. – Blaha Lujza tér:
53–1. (Városliget felőli, külső oldal), 58–2. (Duna felőli, belső oldal)
- József körút: 1223 m, Blaha Lujza tér – Üllői út:
3[1]–87. (Duna felőli, belső oldal), 2–86. (Rákóczi tér felőli, külső oldal)
- Ferenc körút: 556 m, Üllői út  – Boráros tér:
45–1. (Üllői út < Soroksári út), 58–2. (Angyal István park < Ráday utca)

A Nagykörút szélessége teljes hosszában 37,92 méter, így felülete 157 027 m2. Mérete a mindössze 124 944 m2 területű Városmajorral összehasonlítva könnyen érzékeltethető.
A körút tengerszint feletti legmagasabb pontja a Nyugati pályaudvar előtt van, 106,09 méterrel a tenger szintje felett. (A Duna normál szintjéhez viszonyítva 10,69 méter magasan.) Ettől a ponttól az út nyomvonala mindkét híd irányába egyaránt lejt, a József körút közepe táján 104,16 méter, míg a legalacsonyabb pontját a Boráros térnél elérve, 103,33 méteres tengerszint feletti magasságon. A 2,76 méteres terepkülönbséget – ekkora távolságban – az emberi szem nem érzékeli. A magassági viszonyok a körút alatt húzódó főgyűjtőcsatorna esését megfelelően tudják tehát biztosítani.
A házszámozás a Nagykörút két vége, vagyis a Duna felől, illetve középen a Blaha Lujza tértől növekvő irányú. A Nyugati térnél és az Üllői útnál megfordul, tehát innen a számok csökkennek. Az irány megváltozásával a páros-páratlan oldalak is felcserélődnek, vagyis a Szent István krt., József krt. külső oldala páros, míg a Teréz krt., Erzsébet krt., Ferenc krt. belső, Kiskörút felőli oldala.

## 1–10.
| Kép | Házszám | Név                             | Építés ideje | Tervező                           | Megjegyzés | További képek a Wikimédia Commonson |
| --- | ------- | ------------------------------- | ------------ | --------------------------------- | ---------- | ----------------------------------- |
|     | 1-3.    | Pesti Hazai Első Takarékpénztár | 1891–1894    | Czigler Győző                     |            |                                     |
|     | 2.      | Szelényi-bérház                 | 1884–1886    | Jahn József                       |            |                                     |
|     | 4.      | Kehrer-bérház                   | 1887–1888    | Czigler Győző                     |            |                                     |
|     | 5.      | bérház                          | 1893         | Sziklai Zsigmond, Goldmann Izsó   |            |                                     |
|     | 6.      | Csávolszky-bérház               | 1891         | Quittner Zsigmond                 |            |                                     |
|     | 7.      | bérház                          | 1886         | Quittner Zsigmond                 |            |                                     |
|     | 8.      | Weisz-bérház                    | 1888–1889    | Paulheim József                   |            |                                     |
|     | 9-11.   | New York-palota                 | 1891–1894    | Hauszmann Alajos                  |            |                                     |
|     | 10-12.  | bérház                          | 1886–1888    | Wellisch Sándor és Wellisch Gyula |            |                                     |

## 11–20.
| Kép | Házszám | Név                  | Építés ideje | Tervező                           | Megjegyzés | További képek a Wikimédia Commonson |
| --- | ------- | -------------------- | ------------ | --------------------------------- | ---------- | ----------------------------------- |
|     | 13.     | bérház               | 1890–1898    | Holub József                      |            |                                     |
|     | 14.     | bérház               | 1887–1894    | Hikisch Lajos, Schubert Ármin     |            |                                     |
|     | 15.     | Deutsch-bérház       | 1891         | Láng Adolf, Steinhardt Antal      |            |                                     |
|     | 16.     | bérház               | 1887         | Ulrich Lajos                      |            |                                     |
|     | 17.     | Ágoston-Weisz-bérház | 1893 k.      | Paulheim József vagy Hudetz János |            |                                     |
|     | 18.     | bérház               | 1888–1890    | Hegyi József, Majorossy Géza      |            |                                     |
|     | 19.     | Kauser-bérház        | 1894–1896    | Kauser József                     |            |                                     |
|     | 20.     | bérház               | 1888–1890    | Hegyi József, Majorossy Géza      |            |                                     |

## 21–30.
| Kép | Házszám | Név                                             | Építés ideje | Tervező                                      | Megjegyzés | További képek a Wikimédia Commonson |
| --- | ------- | ----------------------------------------------- | ------------ | -------------------------------------------- | ---------- | ----------------------------------- |
|     | 21.     | Greiner-Paulheim-bérház                         | 1888         | Paulheim József vagy Hudetz János            |            |                                     |
|     | 22.     | bérház                                          | 1960 k.      | Mayer Péter                                  |            |                                     |
|     | 23.     | bérház                                          | 1891–1893    | tervező nem ismert                           |            |                                     |
|     | 24.     | Hirsch-bérház                                   | 1887         | Meixner Károly                               |            |                                     |
|     | 25-27.  | Ehrenfeld-bérház                                | 1894–1895    | Novák Ferenc                                 |            |                                     |
|     | 26.     | A Sion Izraelita Jótékonysági Egyesület bérháza | 1893–1894    | Fleischl Róbert, Brüggemann György           |            |                                     |
|     | 28.     | Pollák-Neumann bérház                           | 1885 k.      | Ulrich Keresztély                            |            |                                     |
|     | 29.     | bérház                                          | 1892         | Baumann Károly Bernát és Kölber Károly Lajos |            |                                     |
|     | 30.     | bérház                                          | 1891–1892    | Alpár Ignác                                  |            |                                     |

## 31–40.
| Kép | Házszám | Név                  | Építés ideje | Tervező                     | Megjegyzés | További képek a Wikimédia Commonson |
| --- | ------- | -------------------- | ------------ | --------------------------- | ---------- | ----------------------------------- |
|     | 31.     | Madách Színház       | 1952–1953    | Kaufmann Oszkár             |            |                                     |
|     | 32.     | Galitzenstein-bérház | 1891         | Ray Rezső Lajos             |            |                                     |
|     | 33.     | bérház               | 1887         | Kauser József (Víg Albert?) |            |                                     |
|     | 34.     | bérház               | 1887         | Schomann Antal              |            |                                     |
|     | 35.     | Fröhlich-bérház      | 1889         | Ybl Miklós                  |            |                                     |
|     | 36.     | Feledi-bérház        | 1888–1889    | Schomann Antal              |            |                                     |
|     | 37.     | Deutsch-bérház       | 1888         | Quittner Zsigmond           |            |                                     |
|     | 38.     | Hlatky-bérház        | 1892 k.      | Schannen Ernő               |            |                                     |
|     | 39.     | Deutsch-bérház       | 1888–1889    | Quittner Zsigmond           |            |                                     |
|     | 40-42.  | bérház               | 1888         | Hubert József, Móry Károly  |            |                                     |

## 41–50.
| Kép | Házszám | Név                | Építés ideje | Tervező           | Megjegyzés                                        | További képek a Wikimédia Commonson |
| --- | ------- | ------------------ | ------------ | ----------------- | ------------------------------------------------- | ----------------------------------- |
|     | 41.     | Baumgartern-bérház | 1887?        | Quittner Zsigmond |                                                   |                                     |
|     | 43-49.  | Royal Szálló       | 1895–1896    | Ray Rezső Lajos   | Ma Corinthia Grand Hotel Royal néven luxusszálló. |                                     |
|     | 44-46.  | Baumgartern-bérház | 1898–1899    | Quittner Zsigmond |                                                   |                                     |
|     | 48.     | bérház             | 1887–1888    | Ulrich Keresztély |                                                   |                                     |
|     | 50.     | Reiner-bérház      | 1887         | Quittner Zsigmond |                                                   |                                     |

## 51–58.
| Kép | Házszám | Név                 | Építés ideje | Tervező             | Megjegyzés                       | További képek a Wikimédia Commonson |
| --- | ------- | ------------------- | ------------ | ------------------- | -------------------------------- | ----------------------------------- |
|     | 51.     | Freund-Basch-bérház | 1887–1899    | Freund Vilmos       |                                  |                                     |
|     | 52.     | bérház              | 1887–1888    | Jahn József         |                                  |                                     |
|     | 53.     | Freund-Basch-bérház | 1895–1898    | Freund Vilmos       | A páratlan oldal utolsó épülete. |                                     |
|     | 54.     | bérház              | 1888         | tervező nem ismert  |                                  |                                     |
|     | 56.     | bérház              | 1885–1886    | Czigler Győző       |                                  |                                     |
|     | 58.     | bérház              | 1875         | Diescher József fia | A páros oldal utolsó épülete.    |                                     |

## Egyéb irodalom, hivatkozások
- Pilkhoffer Mónika: Lang Adolf építész munkássága; Terc Kft., Budapest, 2017, ISBN 9786155445453
- Déry Attila: Terézváros–Erzsébetváros. VI–VII. kerület. TERC Kft., Budapest, 2006. ISBN 9789639535374 (Budapest építészeti topográfiája III.)
- Nagykörút Portálprogram